# Equip conjunt d'investigació
Un equip conjunt d'investigació és un equip format per autoritats d'investigació penal (jutges, fiscals i policia) dins la Unió Europea per a dur a terme investigacions penals transfrontereres. Aquests equips estableixen estructures de cooperació temporal per a investigar més efectivament delictes en el territori d'un o de diversos estats i amb l'objectiu de poder-los finalment enjudiciar, lluitant així contra el fenomen de la criminalitat organitzada transnacional.
L'equip conjunt d'investigació es forma per acord entre els estats implicats a iniciativa de les autoritats competents de dos o més estats membres de la Unió Europea (UE). Poden tenir suport d'Eurojust i Europol. La seva operativa es basa en models d'acords elaborats per Europol i d'acord amb el Reglament 2017/C 18/01. Existeix una guia pràctica de funcionament publicada per Europol.
A Espanya els Equips Conjunts d'Investigació es regulen a la Llei 11/2003, de 21 de maig.